# Simulium ibericum
Simulium ibericum är en tvåvingeart som beskrevs av Crosskey och Santos Gracio 1985. Simulium ibericum ingår i släktet Simulium och familjen knott. Inga underarter finns listade i Catalogue of Life.